# Spildopsamling
Spildopsamling eller lageradministration (sjældnere hukommelsesindsamling, engelsk garbage collection) er indenfor datalogi en form for automatisk hukommelsesstyring.
Spildopsamleren forsøger at genindsamle hukommelse der optages af objekter, som ikke længere anvendes af programmet. Spildopsamling blev opfundet af John McCarthy omkring 1959 som løsning på problemer i Lisp.
Spildopsamling betegnes ofte som det modsatte af manuel spildopsamling, som kræver at programmøren specificerer objekter der skal deallokaliseres og returneres til hukommelsesstyringen.
programmeringssproget Rust indlejrer hukommelsesstyringen i den oversatte kode på oversættelsestidspunktet, så spildopsamling som en separat proces ikke er nødvendig.